# 塔里木弓鱼
塔里木弓鱼（学名：Racoma biddulphi）为鲤科弓鱼属的鱼类，俗名尖嘴鱼，是中国的特有物种。分布于塔里木河水系、罗布泊和博斯腾湖各水系中等。该物种的模式产地在喀什噶尔河、莎车。

## 扩展阅读
維基物種上的相關：塔里木弓鱼